# Oakwood (Géorgie)
Pour les articles homonymes, voir Oakwood.
Oakwood est une ville américaine située dans le comté de Hall, en Géorgie. Selon le recensement de 2020, sa population est de 4 822 habitants.